# Grebnoje
Grebnoje (russisch Гребное, deutsch Grünhagen) ist ein kleiner Ort in der russischen Oblast Kaliningrad (Gebiet Königsberg (Preußen)) und gehört zur Gorodskoje posselenije Schelesnodoroschnoje (Stadtgemeinde Schelesnodoroschny (Gerdauen)) im Rajon Prawdinsk (Kreis Friedland (Ostpr.)).

## Geographische Lage
Grebnoje liegt westlich der russischen Fernstraße A 197 (ehemalige deutsche Reichsstraße 139) unweit von Nekrassowka (Nordenthal) an der Straße nach Panfilowo (Klonofken, 1938–1946 Dreimühl). Ein Bahnanschluss besteht nicht.

## Geschichte
Das ehedem Grünhagen genannte Dorf war vor 1945 ein Ortsteil der Gemeinde Ellernbruch (russisch: Watutino, heute nicht mehr existent) und war somit in den Amtsbezirk Hochlindenberg (russisch: Podlipowo) im Landkreis Gerdauen im Regierungsbezirk Königsberg der preußischen Provinz Ostpreußen eingegliedert.
1945 kam das Dorf mit dem nördlichen Ostpreußen zur Sowjetunion, deren Behörden es 1950 in „Grebnoje“ umbenannten. Bis 2009 war der Ort in der seit 1991/92 russischen Oblast Kaliningrad in den Krylowski sowjet (Dorfsowjet Krylowo (Nordenburg)) eingegliedert und ist seither – aufgrund einer Struktur- und Verwaltungsreform – eine als „Siedlung“ (possjolok) eingestufte Ortschaft innerhalb der Gorodskoje posselenije Schelesnodoroschnoje (Stadtgemeinde Schelesnodoroschny (Gerdauen)) im Rajon Prawdinsk.

## Kirche
Die überwiegend evangelische Einwohnerschaft Grünhagens war bis 1945 in das Kirchspiel Nordenburg (russisch: Krylowo) im Kirchenkreis Gerdauen innerhalb der Kirchenprovinz Ostpreußen der Kirche der Altpreußischen Union eingepfarrt.
Seit den 1990er Jahren gehört Grebnoje zur Kirchenregion Tschernjachowsk (Insterburg) innerhalb der Propstei Kaliningrad der Evangelisch-Lutherischen Kirche Europäisches Russland (ELKER).